# Kajetanów (powiat lubelski)
Kajetanów – wieś w Polsce położona w województwie lubelskim, w powiecie lubelskim, w gminie Wysokie.
W latach 1975–1998 miejscowość należała administracyjnie do województwa zamojskiego.
Wieś stanowi sołectwo gminy Wysokie. Według Narodowego Spisu Powszechnego z roku 2011 wieś liczyła 150 mieszkańców.